# پوترب
پوترب (به صربی: Potreb) یک منطقهٔ مسکونی در صربستان است که در توتین، صربستان واقع شده‌است. پوترب ۲۶۷ نفر جمعیت دارد.